# VVV in het seizoen 1995/96
Dit artikel geeft een overzicht van VVV in het seizoen 1995/1996.

## Transfers

### Aangetrokken spelers
| Naam                | Nationaliteit | Vorige club                    |
| ------------------- | ------------- | ------------------------------ |
| Zomer               |               |                                |
| Menno van Appelen   | Nederland     | Sparta Rotterdam               |
| Winston Bakboord    | Nederland     | Excelsior                      |
| Koen Berkers        | Nederland     | VV Geldrop                     |
| Dennis te Braak     | Nederland     | De Graafschap (gehuurd)        |
| Michael Evans       | Nederland     | Venlosche Boys                 |
| Willem Peeters      | Nederland     | Eigen jeugd                    |
| René Ponk           | Nederland     | FC Utrecht (gehuurd)           |
| Maurice Rayer       | Nederland     | Fortuna Sittard (was verhuurd) |
| Mendel Witzenhausen | Nederland     | Ajax                           |

### Vertrokken spelers
| Naam               | Nationaliteit | Nieuwe club                                 |
| ------------------ | ------------- | ------------------------------------------- |
| Zomer              |               |                                             |
| Geert Braem        | Nederland     | Eindhoven                                   |
| Ivo Cattenstart    | Nederland     | LONGA                                       |
| Harold Derix       | Nederland     | TOP Oss                                     |
| Jay Driessen       | Nederland     | TOP Oss                                     |
| Cedric Ihalauw     | Nederland     | Roda JC (was gehuurd)                       |
| Saeed Janfada      | Iran          | RFC Roermond (was verhuurd aan Eindhoven)   |
| Alfred Knippenberg | Nederland     | FC Zwolle (was gehuurd van Go Ahead Eagles) |
| Marco de Laat      | Nederland     | RKSV Nuenen                                 |
| Patrick Roulaux    | Nederland     | RKSV Venlo                                  |
| Bert Spee          | Nederland     | SV Venray                                   |
| Eric Teeuwen       | Nederland     | SV Panningen                                |
| Remco Torken       | Nederland     | KSC Lokeren (was verhuurd aan TOP Oss)      |
| René Trost         | Nederland     | Roda JC (was gehuurd)                       |
| Vampeta            | Brazilië      | Fluminense FC (was gehuurd van PSV)         |
| Najaar             |               |                                             |
| John Roox          | Nederland     | Excelsior (verhuurd)                        |

## Oefenwedstrijden
| №  | Datum            | Thuis       | Uit              | Uitslag |
| -- | ---------------- | ----------- | ---------------- | ------- |
| 1  | 21 juli 1995     | SV Roggel   | VVV              | 0 – 11  |
| 2  | 22 juli 1995     | VV Wijlre   | VVV              | 0 – 9   |
| 3  | 25 juli 1995     | FC ODA      | VVV              | 1 – 6   |
| 4  | 27 juli 1995     | VVV         | Sparta Rotterdam | 0 – 2   |
| 5  | 1 augustus 1995  | VVV         | Dordrecht '90    | 0 – 4   |
| 6  | 3 augustus 1995  | VV Reuver   | VVV              | 0 – 3   |
| 7  | 5 augustus 1995  | VVV         | KSC Lokeren      | 0 – 0   |
| 8  | 8 augustus 1995  | VV Swalmen  | VVV              | 1 – 6   |
| 9  | 1 september 1995 | PSV         | VVV              | 4 – 0   |
| 10 | 12 januari 1996  | KSK Beveren | VVV              | 2 – 2   |
| 11 | 15 januari 1996  | VVV         | N.E.C.           | 1 – 1   |
| 12 | 30 januari 1996  | PSV 2       | VVV              | 1 – 1   |
| 13 | 6 februari 1996  | PSV         | VVV              | 11 – 1  |

## Eerste divisie
| №            | Datum             | Thuis              | Uit                | Uitslag |
| ------------ | ----------------- | ------------------ | ------------------ | ------- |
| 1            | 19 augustus 1995  | VVV                | RBC                | 0 – 1   |
| 2            | 26 augustus 1995  | Telstar            | VVV                | 2 – 1   |
| 3            | 8 september 1995  | FC Zwolle          | VVV                | 1 – 1   |
| 4            | 16 september 1995 | VVV                | Dordrecht '90      | 1 – 1   |
| 5            | 19 september 1995 | MVV                | VVV                | 1 – 1   |
| 6            | 23 september 1995 | VVV                | Excelsior          | 2 – 0   |
| 7            | 30 september 1995 | Emmen              | VVV                | 1 – 1   |
| 8            | 4 oktober 1995    | VVV                | FC Den Bosch       | 0 – 2   |
| 9            | 14 oktober 1995   | Cambuur Leeuwarden | VVV                | 1 – 1   |
| 10           | 21 oktober 1995   | VVV                | AZ                 | 1 – 3   |
| 11           | 25 oktober 1995   | FC Den Haag        | VVV                | 2 – 3   |
| 12           | 28 oktober 1995   | VVV                | SC Heracles        | 3 – 2   |
| 13           | 4 november 1995   | Helmond Sport      | VVV                | 1 – 2   |
| 14           | 18 november 1995  | VVV                | TOP Oss            | 1 – 3   |
| 15           | 25 november 1995  | Eindhoven          | VVV                | 0 – 4   |
| 16           | 2 december 1995   | VVV                | BV Veendam         | 0 – 2   |
| 17           | 10 december 1995  | Haarlem            | VVV                | 0 – 2   |
| 18           | 16 december 1995  | RBC                | VVV                | 1 – 1   |
| 19           | 23 december 1995  | VVV                | Telstar            | 0 – 0   |
| 20           | 20 januari 1996   | VVV                | FC Zwolle          | 1 – 1   |
| 21           | 16 februari 1996  | Dordrecht '90      | VVV                | 0 – 1   |
| 22           | 24 februari 1996  | VVV                | Emmen              | 1 – 0   |
| 23           | 2 maart 1996      | FC Den Bosch       | VVV                | 1 – 1   |
| 24           | 9 maart 1996      | VVV                | Cambuur Leeuwarden | 4 – 2   |
| 25           | 13 maart 1996     | VVV                | MVV                | 6 – 0   |
| 26           | 16 maart 1996     | AZ                 | VVV                | 1 – 0   |
| 27           | 22 maart 1996     | VVV                | FC Den Haag        | 2 – 0   |
| 28           | 30 maart 1996     | SC Heracles        | VVV                | 1 – 1   |
| 29           | 6 april 1996      | VVV                | Helmond Sport      | 4 – 0   |
| 30           | 9 april 1996      | Excelsior          | VVV                | 2 – 3   |
| 31           | 13 april 1996     | TOP Oss            | VVV                | 0 – 0   |
| 32           | 20 april 1996     | VVV                | Eindhoven          | 3 – 0   |
| 33           | 27 april 1996     | BV Veendam         | VVV                | 0 – 0   |
| 34           | 5 mei 1996        | VVV                | Haarlem            | 3 – 1   |
| Nacompetitie |                   |                    |                    |         |
| 1            | 11 mei 1996       | VVV                | SC Heracles        | 0 – 3   |
| 2            | 18 mei 1996       | FC Volendam        | VVV                | 1 – 0   |
| 3            | 21 mei 1996       | FC Den Bosch       | VVV                | 0 – 0   |
| 4            | 25 mei 1996       | VVV                | FC Den Bosch       | 2 – 0   |
| 5            | 28 mei 1996       | VVV                | FC Volendam        | 0 – 1   |
| 6            | 1 juni 1996       | SC Heracles        | VVV                | 4 – 1   |

## KNVB Beker
Groepsfase, groep 6:
| Zaterdag 12 augustus 1995, 19:30                                              | Willem II        | 1-0 (1-0) | VVV | Opstelling Willem II | Opstelling VVV |  |
| Stadion: Willem II Stadion, Tilburg Toeschouwers: 2.053 Arbiter: Van Meerkerk | Van der Vegt 14' |           |     | Jansen, Smits, Feskens, Stam, Bogers , Van Gastel , Van der Vegt, Vos 46' ( Latupeirissa), Stewart 66' ( Van de Berg), De Gier, Rombouts 75' ( Van der Linden) | Roox, Smits, Rayer , Witzenhausen, Koenen, Verberne, Te Braak, Van der Meer , Sibon 35' ( Evans), Van Appelen, Bakboord |  |
| Stadion: Willem II Stadion, Tilburg Toeschouwers: 2.053 Arbiter: Van Meerkerk |                  |           |     | Jansen, Smits, Feskens, Stam, Bogers , Van Gastel , Van der Vegt, Vos 46' ( Latupeirissa), Stewart 66' ( Van de Berg), De Gier, Rombouts 75' ( Van der Linden) | Roox, Smits, Rayer , Witzenhausen, Koenen, Verberne, Te Braak, Van der Meer , Sibon 35' ( Evans), Van Appelen, Bakboord |  |
| Stadion: Willem II Stadion, Tilburg Toeschouwers: 2.053 Arbiter: Van Meerkerk |                  |           |     | Jansen, Smits, Feskens, Stam, Bogers , Van Gastel , Van der Vegt, Vos 46' ( Latupeirissa), Stewart 66' ( Van de Berg), De Gier, Rombouts 75' ( Van der Linden) | Roox, Smits, Rayer , Witzenhausen, Koenen, Verberne, Te Braak, Van der Meer , Sibon 35' ( Evans), Van Appelen, Bakboord |  |
|                                                                               |                  |           |     | | |  |

Groepsfase, groep 6:
| Woensdag 23 augustus 1995, 19:30                                    | VVV | 0-0 (0-0) | Eindhoven | Opstelling VVV | Opstelling Eindhoven |  |
| Stadion: Stadion De Koel, Venlo Toeschouwers: 834 Arbiter: Van Beek |     |           |           | Roox, Smits, Rayer , Witzenhausen 71' ( Boer ), Geurtjens , Verberne, Te Braak , Van der Meer, Van Appelen, Corneille, Bakboord 71' ( Evans) | Van der Sleen, Schaefer 21' ( Huijberts), Thijssens, Diliberto 55' ( Deckers), Van de Rijt , Hendriksen , Van Corstanje, De Haan, Braem, De Getrouwe, Hobbelen |  |
| Stadion: Stadion De Koel, Venlo Toeschouwers: 834 Arbiter: Van Beek |     |           |           | Roox, Smits, Rayer , Witzenhausen 71' ( Boer ), Geurtjens , Verberne, Te Braak , Van der Meer, Van Appelen, Corneille, Bakboord 71' ( Evans) | Van der Sleen, Schaefer 21' ( Huijberts), Thijssens, Diliberto 55' ( Deckers), Van de Rijt , Hendriksen , Van Corstanje, De Haan, Braem, De Getrouwe, Hobbelen |  |
| Stadion: Stadion De Koel, Venlo Toeschouwers: 834 Arbiter: Van Beek |     |           |           | Roox, Smits, Rayer , Witzenhausen 71' ( Boer ), Geurtjens , Verberne, Te Braak , Van der Meer, Van Appelen, Corneille, Bakboord 71' ( Evans) | Van der Sleen, Schaefer 21' ( Huijberts), Thijssens, Diliberto 55' ( Deckers), Van de Rijt , Hendriksen , Van Corstanje, De Haan, Braem, De Getrouwe, Hobbelen |  |
| Bijz.: Koenen geschorst.                                            |     |           |           | | |  |

Groepsfase, groep 6:
| Woensdag 30 augustus 1995, 19:30                                                                               | SV TOP            | 1-5 (0-3) | VVV                                                                             | Opstelling SV TOP | Opstelling VVV |  |
| Stadion: TOP-Stadion, Oss Toeschouwers: 325 Arbiter: Koopman                                                   | Van de Heuvel 69' |           | 9' (pen.) Corneille 29' Witzenhausen 42' Te Braak 71' Van der Meer 89' Verberne | Dominikus , Doğar, De Groot, Berens, Boeyen 52' ( Van Boekel), Van de Venne 65' ( Van Lith), Van de Heuvel, Duijs, Van Lent, Van Orsouw, Keurentjes | Roox, Smits, Rayer 72' ( Polman), Witzenhausen , Geurtjens, Verberne, Te Braak, Van der Meer, Van Appelen 72' ( Evans), Corneille, Bakboord 77' ( Boer) |  |
| Stadion: TOP-Stadion, Oss Toeschouwers: 325 Arbiter: Koopman                                                   |                   |           |                                                                                 | Dominikus , Doğar, De Groot, Berens, Boeyen 52' ( Van Boekel), Van de Venne 65' ( Van Lith), Van de Heuvel, Duijs, Van Lent, Van Orsouw, Keurentjes | Roox, Smits, Rayer 72' ( Polman), Witzenhausen , Geurtjens, Verberne, Te Braak, Van der Meer, Van Appelen 72' ( Evans), Corneille, Bakboord 77' ( Boer) |  |
| Stadion: TOP-Stadion, Oss Toeschouwers: 325 Arbiter: Koopman                                                   |                   |           |                                                                                 | Dominikus , Doğar, De Groot, Berens, Boeyen 52' ( Van Boekel), Van de Venne 65' ( Van Lith), Van de Heuvel, Duijs, Van Lent, Van Orsouw, Keurentjes | Roox, Smits, Rayer 72' ( Polman), Witzenhausen , Geurtjens, Verberne, Te Braak, Van der Meer, Van Appelen 72' ( Evans), Corneille, Bakboord 77' ( Boer) |  |
| Bijz.: Willem II plaatst zich als winnaar van Groep 6 samen met VVV (nummer twee) voor de volgende bekerronde. |                   |           |                                                                                 | | |  |

Tweede ronde:
| Woensdag 29 november 1995, 20:00                                       | VVV                        | 2-0 (0-0) | RKC | Opstelling VVV | Opstelling RKC |  |
| Stadion: Stadion De Koel, Venlo Toeschouwers: 1.068 Arbiter: Luijten   | Evans 64' Van der Meer 76' |           |     | Ponk, Smits, Polman, Rayer , Geurtjens , Verberne, Witzenhausen 74' ( Te Braak), Van der Meer, Evans, Corneille, Bakboord | Vonk, Hutten, Vrede , Brands , Van der Steen, Streppel, A. Schreuder 85' ( Kalezić), Petrović, Van Aerde, Wijnhard, Muller 63' ( D. Schreuder) |  |
| Stadion: Stadion De Koel, Venlo Toeschouwers: 1.068 Arbiter: Luijten   |                            |           |     | Ponk, Smits, Polman, Rayer , Geurtjens , Verberne, Witzenhausen 74' ( Te Braak), Van der Meer, Evans, Corneille, Bakboord | Vonk, Hutten, Vrede , Brands , Van der Steen, Streppel, A. Schreuder 85' ( Kalezić), Petrović, Van Aerde, Wijnhard, Muller 63' ( D. Schreuder) |  |
| Stadion: Stadion De Koel, Venlo Toeschouwers: 1.068 Arbiter: Luijten   |                            |           |     | Ponk, Smits, Polman, Rayer , Geurtjens , Verberne, Witzenhausen 74' ( Te Braak), Van der Meer, Evans, Corneille, Bakboord | Vonk, Hutten, Vrede , Brands , Van der Steen, Streppel, A. Schreuder 85' ( Kalezić), Petrović, Van Aerde, Wijnhard, Muller 63' ( D. Schreuder) |  |
| Bijz.: Koenen geschorst. VVV plaatst zich voor de volgende bekerronde. |                            |           |     | | |  |

Achtste finale:
| Woensdag 24 januari 1996, 20:00                                                         | VVV                                  | 0-0 n.v. (0-0) | Fortuna Sittard                      | Opstelling VVV | Opstelling Fortuna Sittard |  |
| Stadion: Stadion De Koel, Venlo Toeschouwers: 1.700 Arbiter: Temmink                    | Corneille Bakboord Van Appelen Smits |                | Kool Roest Jeffrey Lanckohr Van Zwam | Ponk, Smits, Rayer , Polman, Koenen, Verberne, Witzenhausen 98' ( Te Braak), Van der Meer, Evans 95' ( Van Appelen), Corneille, Bakboord | Van Zwam , Lee , Roest, Dirkx, Boessen 65' ( Simons 105'), Van Bommel 67' ( Van Ophuizen), Lanckohr, Kool, Burke, Jeffrey, Hamming 91' ( Pfennings) |  |
| Stadion: Stadion De Koel, Venlo Toeschouwers: 1.700 Arbiter: Temmink                    |                                      |                |                                      | Ponk, Smits, Rayer , Polman, Koenen, Verberne, Witzenhausen 98' ( Te Braak), Van der Meer, Evans 95' ( Van Appelen), Corneille, Bakboord | Van Zwam , Lee , Roest, Dirkx, Boessen 65' ( Simons 105'), Van Bommel 67' ( Van Ophuizen), Lanckohr, Kool, Burke, Jeffrey, Hamming 91' ( Pfennings) |  |
| Stadion: Stadion De Koel, Venlo Toeschouwers: 1.700 Arbiter: Temmink                    |                                      |                |                                      | Ponk, Smits, Rayer , Polman, Koenen, Verberne, Witzenhausen 98' ( Te Braak), Van der Meer, Evans 95' ( Van Appelen), Corneille, Bakboord | Van Zwam , Lee , Roest, Dirkx, Boessen 65' ( Simons 105'), Van Bommel 67' ( Van Ophuizen), Lanckohr, Kool, Burke, Jeffrey, Hamming 91' ( Pfennings) |  |
| Bijz.: VVV wint na strafschoppen met 4-3. VVV plaatst zich voor de volgende bekerronde. |                                      |                |                                      | | |  |

Kwartfinaleː
| Woensdag 28 februari 1996, 20:00                                          | VVV | 0-2 (0-1) | Roda JC                                  | Opstelling VVV | Opstelling Roda JC |  |
| Stadion: Stadion De Koel, Venlo Toeschouwers: 3.721 Arbiter: Van der Ende |     |           | 17' Graef 80' (pen.) De Kock 80' De Kock | Ponk, Smits, Rayer , Polman, Geurtjens 98' ( Koenen), Verberne, Corneille, Van der Meer, Evans 81' ( Te Braak), Sibon, Witzenhausen 86' ( Boer) | R. Hesp , Senden, Ooijer, De Kock, Trost, Doomernik, Van Hoogdalem 81' ( D. Hesp), Van der Luer , Vurens 87' ( Heeren), Graef 83' ( Roelofsen), Van Galen |  |
| Stadion: Stadion De Koel, Venlo Toeschouwers: 3.721 Arbiter: Van der Ende |     |           |                                          | Ponk, Smits, Rayer , Polman, Geurtjens 98' ( Koenen), Verberne, Corneille, Van der Meer, Evans 81' ( Te Braak), Sibon, Witzenhausen 86' ( Boer) | R. Hesp , Senden, Ooijer, De Kock, Trost, Doomernik, Van Hoogdalem 81' ( D. Hesp), Van der Luer , Vurens 87' ( Heeren), Graef 83' ( Roelofsen), Van Galen |  |
| Stadion: Stadion De Koel, Venlo Toeschouwers: 3.721 Arbiter: Van der Ende |     |           |                                          | Ponk, Smits, Rayer , Polman, Geurtjens 98' ( Koenen), Verberne, Corneille, Van der Meer, Evans 81' ( Te Braak), Sibon, Witzenhausen 86' ( Boer) | R. Hesp , Senden, Ooijer, De Kock, Trost, Doomernik, Van Hoogdalem 81' ( D. Hesp), Van der Luer , Vurens 87' ( Heeren), Graef 83' ( Roelofsen), Van Galen |  |
| Bijz.: VVV uitgeschakeld.                                                 |     |           |                                          | | |  |

## Statistieken
| №           | Naam                | Geboren    | Competitie | Competitie | Nacompetitie | Nacompetitie | Beker | Beker |
| №           | Naam                | Geboren    | Duels      | Goals      | Duels        | Goals        | Duels | Goals |
| Doel        | Doel                | Doel       | Doel       | Doel       | Doel         | Doel         | Doel  | Doel  |
| ----------- | ------------------- | ---------- | ---------- | ---------- | ------------ | ------------ | ----- | ----- |
|             | Wim Jacobs          | 05-09-1964 | 1          | 0          | 1            | 0            | 0     | 0     |
|             | Rob Keulen          | 06-10-1975 | 0          | 0          | 0            | 0            | 0     | 0     |
|             | René Ponk           | 21-10-1971 | 32         | 0          | 5            | 0            | 3     | 0     |
|             | John Roox           | 28-02-1961 | 2          | 0          | 0            | 0            | 3     | 0     |
| Verdediging |                     |            |            |            |              |              |       |       |
|             | Pol van Boekel      | 19-09-1975 | 21         | 2          | 5            | 0            | 0     | 0     |
|             | Jaap Geurtjens      | 09-08-1974 | 18         | 0          | 0            | 0            | 4     | 0     |
|             | Michel van Grunsven | 08-03-1976 | 0          | 0          | 0            | 0            | 0     | 0     |
|             | Maurice Koenen      | 04-10-1974 | 22         | 0          | 3            | 0            | 3     | 0     |
|             | Willem Peeters      | 24-02-1977 | 2          | 0          | 3            | 0            | 0     | 0     |
|             | Roger Polman        | 28-12-1967 | 29         | 4          | 6            | 0            | 4     | 0     |
|             | Maurice Rayer       | 15-09-1972 | 27         | 1          | 5            | 0            | 6     | 0     |
|             | Werner Smits        | 26-04-1971 | 34         | 1          | 6            | 0            | 6     | 0     |
| Middenveld  |                     |            |            |            |              |              |       |       |
|             | Pascal Boer         | 18-08-1976 | 12         | 0          | 1            | 0            | 3     | 0     |
|             | Dennis te Braak     | 27-05-1973 | 28         | 1          | 6            | 0            | 6     | 1     |
|             | Dogan Corneille     | 28-02-1974 | 31         | 8          | 4            | 0            | 5     | 1     |
|             | Nico van der Meer   | 08-02-1972 | 31         | 2          | 4            | 0            | 6     | 2     |
|             | Juno Verberne       | 14-09-1968 | 33         | 3          | 2            | 0            | 6     | 1     |
|             | Mendel Witzenhausen | 03-01-1976 | 30         | 2          | 4            | 1            | 6     | 1     |
|             | Dennis van der Zwan | 08-11-1975 | 0          | 0          | 0            | 0            | 0     | 0     |
| Aanval      |                     |            |            |            |              |              |       |       |
|             | Menno van Appelen   | 20-01-1974 | 26         | 3          | 6            | 0            | 4     | 0     |
|             | Winston Bakboord    | 24-12-1971 | 30         | 4          | 6            | 0            | 5     | 0     |
|             | Koen Berkers        | 24-03-1977 | 1          | 0          | 0            | 0            | 0     | 0     |
|             | Michael Evans       | 21-07-1976 | 22         | 9          | 6            | 1            | 6     | 1     |
|             | Bob Janssen         | 15-09-1976 | 0          | 0          | 0            | 0            | 0     | 0     |
|             | Rob Jilisen         | 02-12-1975 | 0          | 0          | 0            | 0            | 0     | 0     |
|             | Gerald Sibon        | 19-04-1974 | 23         | 14         | 6            | 1            | 2     | 0     |

AZ ·
Cambuur Leeuwarden ·
FC Den Bosch ·
FC Den Haag ·
Dordrecht '90 ·
Eindhoven ·
Emmen ·
Excelsior ·
Haarlem ·
Helmond Sport ·
Heracles '74 ·
MVV ·
RBC ·
Telstar ·
TOP Oss ·
BV Veendam ·
VVV ·
FC Zwolle